# The Best of Morbid Angel
The Best of Morbid Angel è la prima compilation del gruppo musicale death metal statunitense Morbid Angel pubblicata nel 2016 dall'etichetta discografica Earache Records.

## Il disco
Il disco, uscito in CD e in formato digitale, si compone di dodici tracce, estratte dagli album in studio realizzati dalla band tra il 1989 e il 2003. Tutto il materiale proviene da edizioni della stessa Earache Records.
Si tratta di una raccolta intesa a proporre i migliori pezzi provenienti da album precedenti. Le canzoni essendo state registrate in diversi periodi, vedono la partecipazione, in veste di cantante e bassista, sia di David Vincent che di Steve Tucker. Anche i chitarristi Richard Brunelle ed Erik Rutan si alternano nei vari brani, mentre Trey Azagthoth alla chitarra e Pete Sandoval alla batteria sono sempre presenti.

## Tracce
Testi di David Vincent, musiche di Trey Azagthoth eccetto dove indicato.
1. Dominate – 2:42
2. Maze Of Torment – 4:24
3. Fall From Grace – 5:14
4. Pain Divine – 3:57
5. Enshrined By Grace – 4:29 (testo: Tucker)
6. Chapel Of Ghouls – 4:57 (testo: Azagthoth, Browning)
7. Bil Ur-Sag – 2:30 (testo: Azagthoth)
8. Where The Slime Live – 5:25
9. Angel Of Disease – 6:15 (testo: Azagthoth)
10. Opening Of The Gates – 5:17 (testo: Tucker)
11. Abominations – 4:28 (testo: Azagthoth)
12. Immortal Rites – 4:05

## Formazione
- Trey Azagthoth – chitarra
- Pete Sandoval – batteria
- David Vincent – voce, basso (eccetto tracce 5, 7 e 10)
- Steve Tucker – voce, basso (tracce 5, 7 e 10)
- Richard Brunelle – chitarra (tracce 2, 3, 6, 11 e 12)
- Erik Rutan – chitarra (tracce 1, 8 e 10)